# Лим (река)
Лим је река која у дужини од 220 km протиче кроз Црну Гору, Србију и Босну и Херцеговину (Република Српска) и улива се у Дрину. Извире из Плавског језера у Црној Гори, и улива се у Дрину између Горажда и Вишеграда. На њој су подигнуте две хидроелектране Потпећ (54 MW) и Бистрица (104 MW) између којих се налази вештачко акумулационо Потпећко језеро. Сама река формира композитну долину у којој се наизменично смењују клисуре и котлине, а област око ње се назива Полимље. Оно је познато по својим културно-историјским споменицима који датирају из времена Стефана Немање ((1166)1168—1196), његове браће и њихових потомака. Најпознатији међу њима су манастири Милешева, Ђурђеви ступови, Давидовица, Куманица и Свети Никола, а над кањоном реке се уздиже и један Јеринин град. Данас је река позната као једна од најатрактивнијих река за сплаварење, али и по великом степену загађености о чему сведочи и иронична шала да је свој назив Лим, добила зато што је пуна олова.

## Етимологија имена
Порекло и значење имена реке Лим до данас није са сигурношћу разјашњено. Обично се тумачи латинским термином limes што значи граница, што се тумачи тиме да је река одувек била граница. Прво између Источног и Западног римског царства, а касније и између Османског царства и Хабзбуршке монархије. Међутим историјска наука има сасвим други поглед на ову тезу. Према сазнањима којима се данас располаже, граница између источног и западног римског царства није пролазила Лимом, тако да је целокупно Полимље ушло у састав Источног римског царства односно Византије.
Друго тумачење назива се доводи у везу са келтском речју llyn — llym која означава воду или језеро, што би могло стајати у вези да се Лим званично настаје истицањем из Плавског језера, пошто његова утока носи друго име (Ључа).
На албанском језику Љуми (Lumi) има дословно значење: река. Такође, Ључа је деминутив речи Љуми. С обзиром да предео око горњег тока Лима претежно насељавају етнички Албанци, чији језик садржи бројне речи са романским кореном, не треба одбацити ни ово тумачење о пореклу имена Лима.

## Ток реке

### Извориште
Река Лим званично настаје на висини од 999m нмв. истицањем из Плавског језера. Међутим само језеро је проточно тако да се овај водени ток може пратити још даље реком Ључом, која у њега утиче, до њеног настанка спајањем Грнчара и Врује код Гусиња. Сам Грнчар, као јачи ток, под именом Вермоша претходно пролази кроз Албанију, варошицу Вермоши и Црну Гору у којој и извире. Њен извор се налази испод највишег врха Црне планине Маглића који је висок 2.142 m нмв. и удаљен је свега неколико километара од изворишта реке Таре која се налази са друге стране Маглића. Сама Црна планина се налази у пограничној зони Црне Горе и Албаније између Комова на северу и Жујева на југу у области Куча.

### Лимска композитна долина
Лим настаје у плавско-гусињској котлини и из ње тече ка северозападу у клисуру Сутјеску, после које излази у Беранску котлину. Река затим прелази у Тивранску клисуру из које се отвара Бјелопољска котлина, после које почиње Добраковачка клисура која на крају прелази у прави кањон дугачак 11 km са висином страна до 550 m. Она је позната и као Куманичка клисура, а у њој се данас налази државна граница између Србије и Црне Горе.
После Куманичке клисуре река улази у Бродаревску котлину, после чега се речне обале поново сужавају, да би се опет отворили у Пријепољско поље у коме јој се придружује речица Милешевка. После Пријепоља отпочиње нова клисура која са мањим котлинастим проширењима траје до ушћа реке Увац. Лим је на овом делу свог тога преграђен и на њему је формирано вештачко акумулационо Потпећко језеро запремине 44.000.000 m³ на коме се налазе две хидроелектране, од којих једна користи језеро као акумулацију, а друга као компензациони базен.

### Ушће
Река после примања Увца прелази у вијугаву долину која прво улази у Републику Српску, да би се вратила у Србију и на крају недалеко од Рудог трајно ушла у Републику Српску. Непосредно после Рудог река се лагано спушта ка Дрини и на висини од 299 m нмв. се улива у Вишеградско језеро код места Међеђа. Река је на свом ушћу широка 90 m, а дубока 5 m.
Према мерењима вршеним у Беранама, најмањи проток воде забележен је 20. августа 1954. године и износио је свега 8.16 m³/s, док је највећи од 864 m³/s забележен 10. новембра 1965. године.

## Већа градска насеља у Полимљу
| Градови у Полимљу |                     |                 |                  |
| Име               | Држава              | Број становника | Напомена         |
| Гусиње            | Црна Гора           | 1.704 (2003)    | Протиче као Ључа |
| Плав              | Црна Гора           | 3.615 (2003)    |                  |
| Андријевица       | Црна Гора           | 1.073 (2003)    |                  |
| Беране            | Црна Гора           | 11.776 (2003)   |                  |
| Бијело Поље       | Црна Гора           | 15.883 (2003)   |                  |
| Бродарево         | Србија              | 1.845 (2011)    |                  |
| Пријепоље         | Србија              | 13.330 (2011)   |                  |
| Прибој            | Србија              | 19.564 (2002)   |                  |
| Рудо              | Босна и Херцеговина | 1.949 (2013)    |                  |

## Културно историјски споменици у Полимљу
| Манастири у Полимљу        |                        |                                               |                      |
| Име                        | Настанак               | Ктитор                                        | Владао               |
| Свети Петар у Бијелом Пољу | крај 12. века          | Мирослав, син Завидин                         |                      |
| Ђурђеви ступови            | почетак 13. века       | Првослав Тихомировић, син Тихомира Завидовића |                      |
| Милешева                   | прва половина 13. века | Стефан Владислав, син Стефана Првовенчаног    | (1234—1243)          |
| Давидовица                 | 1281. или 1282.        | Дмитар Немањић, унук Вукана Немањића          |                      |
| Куманица                   | крај 13. века          |                                               |                      |
| Тврђаве у Полимљу          |                        |                                               |                      |
| Име                        | Настанак               | Положај                                       | Стање                |
| Ковин                      | 13. век                | 7km северно од Пријепоља на врху стене          | Већином у рушевинама |